# Coptorhina angolensis
Coptorhina angolensis là một loài bọ cánh cứng trong họ Bọ hung (Scarabaeidae).